# Lykke
Lykke  è un nome proprio di persona danese femminile.

## Origine e diffusione
Significa "buona sorte", "felicità" in danese; è affine per significato ai nomi Bonaventura, Felicita, Laima, Dalia e Gad.

## Onomastico
Il nome è adespota, cioè non è portato da alcuna santa. Si può festeggiarne l'onomastico il 1º novembre, giorno di Ognissanti.

## Persone
- Lykke May Andersen, modella danese
- Lykke Li, cantautrice e musicista svedese
- Lykke Nielsen, attrice danese